# Ludvík II. Hornobavorský
Ludvík II. Hornobavorský zvaný Přísný (něm. Ludwig der Strenge , 13. dubna 1229, Heidelberg – 1./2. února 1294? Heidelberg) byl bavorský vévoda a rýnský falckrabě z dynastie Wittelsbachů. Své přízvisko získal vévoda poté, co nechal stít pro podezření z nevěry svou první choť Marii Brabantskou. V počáteční fázi své vlády nad Bavorskem se opakovaně utkával v bojích s českým sousedem, uzavírané mírové dohody neměly nikdy dlouhého trvání. Jako věrný štaufský spojenec se dostal do církevní klatby a jako příbuzný a dědic Konradina nepřipadal pro papeže v úvahu jako římský král. Roku 1273 byl jedním z volitelů Rudolfa Habsburského a stal se jeho dlouhodobým straníkem. Celý život trávil chronickými spory s mladším bratrem Jindřichem.

## Život

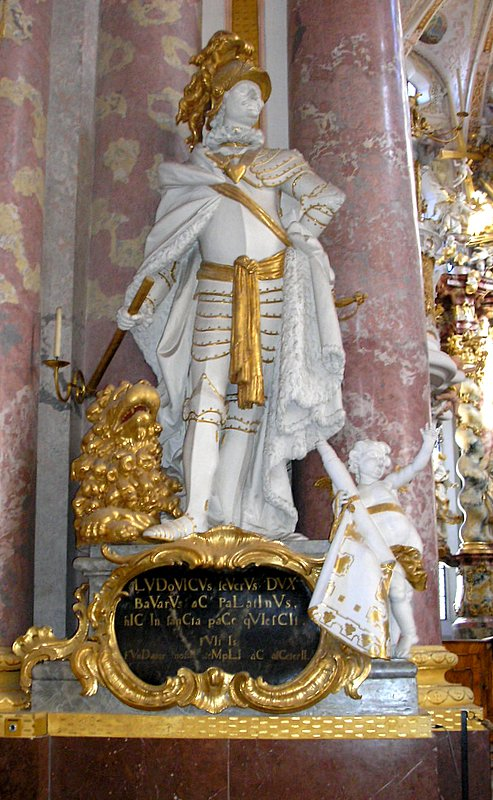
Ludvíkův barokní epitaf (klášter Fürstenfeld)

Ludvík byl prvorozeným synem bavorského vévody Oty II. a Anežky, dcery rýnského falckraběte Jindřicha. Po otcově smrti roku 1253 společně s mladším bratrem Jindřichem zdědil Bavorsko. Roku 1255 se dohodl s bratrem o rozdělení země, získal tak Rýnskou Falc s hodností kurfiřta, horní část Bavor, Ingolstadt a purkrabství řezenské. Roku 1257 se jinak nespolupracujícím bratrům podařilo odrazit útok mladého českého krále Přemysla Otakara II., který požadoval vydání dědictví po hrabatech z Bogenu a vrácení Sušicka, jež drželi Wittelsbachové jako věnné území. Český král při této třetí česko-bavorské válce se svými vojenskými zkušenostmi zcela pohořel.
Právě český král se z původního nepřítele, který vytlačil Wittelsbachy z alpských zemí, načas stal Ludvíkovým spojencem. Svůj podíl na tom měl Ludvíkův sňatek s Annou, dcerou Přemyslova straníka, hlohovského vévody Konráda. Přemysl se zavázal vyplatit Ludvíkovi místo nevěstina otce věno. Mír mezi oběma zeměmi příliš dlouho nevydržel a již roku 1265 se začala chystat další válka. Na území Bavorska se valila česká vojska ze severu a z jihu, ale i přes obrovský počet žoldnéřů Přemysl opět neuspěl a byl donucen k ústupu. Poté došlo za nejasných okolností ke sjednání míru a zdá se, že český král přehodnotil svůj postoj vůči Bavorsku. Roku 1271 je již Ludvík jmenován mezi českými spojenci, zatímco Jindřich se objevuje na straně uherského krále Štěpána.
Ludvík po smrti římského krále Richarda Cornwallského odmítl uznat druhého nominálního krále Alfonse Kastilského a připojil se k arcibiskupovi Wernerovi. Jako vhodného kandidáta si tito stoupenci nové jednotné volby vyhlédli švábského hraběte Rudolfa Habsburského. 11. září Ludvík společně se třemi duchovními kurfiřty zvolil Rudolfa Habsburského římským králem. O měsíc později slavil sňatek s Rudolfovou dcerou Matyldou. Tou dobou byl již jeho mladší bratr Jindřich usmířen s Přemyslem Otakarem, oba vládci se shodli na míru a vyřešení sporných územních otázek, čímž se posílily chronické spory mezi Ludvíkem a Jindřichem. Trvalá animozita mezi bratry byla částečně zažehnána mírovou smlouvou 2. února 1276, která vznikla na základě zprostředkování krále Rudolfa.
V říjnu 1276 se Ludvík podílel na Rudolfově tažení do Rakous a i přes odpor vojáků biskupa Bruna zabral město Klosterneuburg. K rozhodující bitvě nedošlo. O měsíc později byl na dunajském ostrůvku Kamberk jedním z účastníků rozhodčího řízení mezi Rudolfem Habsburským a Přemyslem Otakarem, které vyústilo v arbitrážní smlouvu, v níž Přemysl ztratil alpské země a Chebsko. Vztahy mezi českým králem a Rudolfem se nadále komplikovaly, až vyústily ve vojenské střetnutí. Falckrabě Ludvík se rozhodujícího střetu na Moravském poli osobně nezúčastnil.
V období po bitvě zůstával po boku Rudolfa Habsburského, podílel se na jeho vpádu do Čech roku 1280 a o pět let později byl jedním z hostů tzv. chebské svatby Václava II. a Guty. Král Rudolf zemřel 15. července 1291 a ještě před očekávanou smrtí se na jaře téhož roku pokoušel přesvědčit kurfiřty k příslibu volby syna Albrechta římským králem. Ludvík byl jediný, kdo svému starému spojenci volbu skutečně slíbil a poté dočasně převzal správu říše za nebožtíka. Václav II. nastalé situace využil a při jednání s říšským správcem se mu podařilo znovu získat Chebsko, jež mělo pro české země důležitou strategickou a ekonomickou polohu. Ludvík se pokoušel dostát svému slibu umírajícímu Rudolfovi a marně se snažil přesvědčit ostatní kurfiřty a hlavně Václava II. k Albrechtově volbě. Václavovi se podařilo ovlivnit ostatní kurfiřty| a Albrecht k překvapení prohabsburské strany nakonec zvolen nebyl, na jeho místo dosedl hrabě Adolf Nasavský.
Falckrabě Ludvík zemřel roku 1294 a byl uložen k poslednímu odpočinku v cisterciáckém klášteře Fürstenfeld, který založil na věčnou památku své první manželky Marie Brabantské.

## Vývod předků
|                            |                       |  |                |                                  |  |  |  |  |  |  |  | Otto IV. z Wittelsbachu |
|                            |                       |  |                |                                  |  |  |  |  |  |  |  |                         |
|                            | Ota I. Bavorský       |  |                |                                  |  |  |  |  |  |  |  |                         |
|                            |                       |  |                |                                  |  |  |  |  |  |  |  |                         |
|                            |                       |  |                | Heilika z Pettendorf-Lengenfeldu |  |  |  |  |  |  |  |                         |
|                            |                       |  |                |                                  |  |  |  |  |  |  |  |                         |
|                            | Ludvík I. Bavorský    |  |                |                                  |  |  |  |  |  |  |  |                         |
|                            |                       |  |                |                                  |  |  |  |  |  |  |  |                         |
|                            |                       |  |                | Ludvík I. z Loonu                |  |  |  |  |  |  |  |                         |
|                            |                       |  |                |                                  |  |  |  |  |  |  |  |                         |
|                            | Anežka z Loonu        |  |                |                                  |  |  |  |  |  |  |  |                         |
|                            |                       |  |                |                                  |  |  |  |  |  |  |  |                         |
|                            |                       |  |                | Anežka z Mét                     |  |  |  |  |  |  |  |                         |
|                            |                       |  |                |                                  |  |  |  |  |  |  |  |                         |
|                            | Ota II. Bavorský      |  |                |                                  |  |  |  |  |  |  |  |                         |
|                            |                       |  |                |                                  |  |  |  |  |  |  |  |                         |
|                            |                       |  |                | Vladislav II.                    |  |  |  |  |  |  |  |                         |
|                            |                       |  |                |                                  |  |  |  |  |  |  |  |                         |
|                            | Bedřich               |  |                |                                  |  |  |  |  |  |  |  |                         |
|                            |                       |  |                |                                  |  |  |  |  |  |  |  |                         |
|                            |                       |  |                | Gertruda Babenberská             |  |  |  |  |  |  |  |                         |
|                            |                       |  |                |                                  |  |  |  |  |  |  |  |                         |
|                            | Ludmila Přemyslovna   |  |                |                                  |  |  |  |  |  |  |  |                         |
|                            |                       |  |                |                                  |  |  |  |  |  |  |  |                         |
|                            |                       |  |                | Gejza II. Uherský                |  |  |  |  |  |  |  |                         |
|                            |                       |  |                |                                  |  |  |  |  |  |  |  |                         |
|                            | Alžběta Uherská       |  |                |                                  |  |  |  |  |  |  |  |                         |
|                            |                       |  |                |                                  |  |  |  |  |  |  |  |                         |
|                            |                       |  |                | Eufrozina Kyjevská               |  |  |  |  |  |  |  |                         |
|                            |                       |  |                |                                  |  |  |  |  |  |  |  |                         |
| 'Ludvík II. Hornobavorský' |                       |  |                |                                  |  |  |  |  |  |  |  |                         |
|                            |                       |  |                |                                  |  |  |  |  |  |  |  |                         |
|                            |                       |  | Jindřich Pyšný |                                  |  |  |  |  |  |  |  |                         |
|                            |                       |  |                |                                  |  |  |  |  |  |  |  |                         |
|                            | Jindřich Lev          |  |                |                                  |  |  |  |  |  |  |  |                         |
|                            |                       |  |                |                                  |  |  |  |  |  |  |  |                         |
|                            |                       |  |                | Gertruda Saská                   |  |  |  |  |  |  |  |                         |
|                            |                       |  |                |                                  |  |  |  |  |  |  |  |                         |
|                            | Jindřich V. Welfský   |  |                |                                  |  |  |  |  |  |  |  |                         |
|                            |                       |  |                |                                  |  |  |  |  |  |  |  |                         |
|                            |                       |  |                | Jindřich II. Plantagenet         |  |  |  |  |  |  |  |                         |
|                            |                       |  |                |                                  |  |  |  |  |  |  |  |                         |
|                            | Matylda Anglická      |  |                |                                  |  |  |  |  |  |  |  |                         |
|                            |                       |  |                |                                  |  |  |  |  |  |  |  |                         |
|                            |                       |  |                | Eleonora Akvitánská              |  |  |  |  |  |  |  |                         |
|                            |                       |  |                |                                  |  |  |  |  |  |  |  |                         |
|                            | Anežka Brunšvická     |  |                |                                  |  |  |  |  |  |  |  |                         |
|                            |                       |  |                |                                  |  |  |  |  |  |  |  |                         |
|                            |                       |  |                | Fridrich II. Švábský             |  |  |  |  |  |  |  |                         |
|                            |                       |  |                |                                  |  |  |  |  |  |  |  |                         |
|                            | Konrád Štaufský       |  |                |                                  |  |  |  |  |  |  |  |                         |
|                            |                       |  |                |                                  |  |  |  |  |  |  |  |                         |
|                            |                       |  |                | Judita Bavorská                  |  |  |  |  |  |  |  |                         |
|                            |                       |  |                |                                  |  |  |  |  |  |  |  |                         |
|                            | Anežka Štaufská       |  |                |                                  |  |  |  |  |  |  |  |                         |
|                            |                       |  |                |                                  |  |  |  |  |  |  |  |                         |
|                            |                       |  |                | Bertold I. z Hennebergu          |  |  |  |  |  |  |  |                         |
|                            |                       |  |                |                                  |  |  |  |  |  |  |  |                         |
|                            | Irmgarda z Hennebergu |  |                |                                  |  |  |  |  |  |  |  |                         |
|                            |                       |  |                |                                  |  |  |  |  |  |  |  |                         |
|                            |                       |  |                | Berta z Putelendorfu             |  |  |  |  |  |  |  |                         |
|                            |                       |  |                |                                  |  |  |  |  |  |  |  |                         |